# Schienenverkehr in Eswatini
Der Schienenverkehr in Eswatini auf einem 301 km langen Netz des von Südafrika umgebenen Kleinstaates ist vor allem auf den Güterverkehr ausgerichtet. Personenverkehr gibt es gegenwärtig für Touristen aus dem Ausland. Es gibt eine West-Ost-Strecke und eine Nord-Süd-Strecke. Eswatini (früher Swaziland) ist mit seinen beiden Nachbarländern Südafrika und Mosambik bahntechnisch in der im südlichen Afrika üblichen Kapspur verbunden.

## Topographie

Streckennetz in Eswatini (Stand 2019), schwarze Linien: aktive Strecken (301 km), graue Strecke: stillgelegt

Eswatini ist ein rund 17.000 km² großer Binnenstaat. Im Westen steigt das Gebiet bis auf 1.862 Meter über dem Meeresspiegel, im Osten ist es relativ niedrig gelegen und bis auf die Lebombo-Berge entlang der Ostgrenze eben. Die Nachbarländer sind Südafrika im Norden, Westen und Süden sowie Mosambik im Osten.

## Geschichte
1865 gab es erste Pläne, Bahnstrecken in Eswatini zu errichten. In den 1920er Jahren wurde geplant, eine Strecke von Südafrika nach Mosambik quer durch Eswatini zu bauen. Dafür wurde in Südafrika sogar erwogen, Eswatini (damals noch Swaziland genannt) zu annektieren. Bis 1964 gab es keine Bahnstrecken in Eswatini, in Südafrika und Mosambik gab es dagegen gut ausgebaute Streckennetze. In das mosambikanische Goba an der Ostgrenze Swasilands führte eine Strecke von Lourenço Marques, dem heutigen Maputo. Bis zum südafrikanischen Ort Golela an der Südgrenze Swasilands gab es Bahnverkehr aus Richtung Durban.
Am 5. November 1964, vier Jahre vor der Unabhängigkeit, wurde die erste Bahnstrecke innerhalb des Landes von König Sobhuza II. eröffnet. Sie führte von Goba bis Ngwenya, das nahe der Westgrenze rund 1.500 Meter über dem Meeresspiegel liegt. Die Strecke verläuft in den Tälern der Flüsse Lusutfu (auch Great Usutu) und Lusushwana und diente anfangs vor allem dem Abtransport von Eisenerz. Sie führt in jeweils etwa zehn Kilometern Abstand an den beiden Zentren des Landes, Manzini und Mbabane, vorbei.
Wichtigster Güterbahnhof ist Matsapha Industrial Site in der Nähe des Flughafens Matsapha bei Manzini, wo vor allem Container umgeschlagen werden. Das Betriebswerk der Bahn befindet sich ebenfalls an der Strecke in Sidvokodvo im Zentrum Eswatinis. 1974 wurden zahlreiche Dampflokomotiven der South African Railways beschafft. Bis 1978 fuhr die Bahn unter Konzession der Mosambikanischen Eisenbahn.
 Seither war die staatliche Swaziland Railway bzw. die Mitte 2018 umfirmierte Eswatini Railways der Betreiber. 1978 begann im Osten Swasilands der Bau einer Strecke Richtung Norden und einer weiteren Strecke von Phuzumoya südwärts nach Golela. Die nördliche Strecke wurde 1986 innerhalb Südafrikas weiter nordwärts nach Komatipoort verlängert und dient seither vor allem als Transitstrecke, die die nördlich gelegenen Staaten Simbabwe, Sambia und Demokratische Republik Kongo mit den Häfen von Richards Bay und Durban in Südafrika verbindet. In den frühen 1990er Jahren wurde die Rückführung mosambikanischer Bürgerkriegsflüchtlinge von Eswatini in ihr Heimatland vor allem mit Personenzügen durchgeführt.

## Gegenwart
Im Jahr 2020 war das aktiv genutzte Streckennetz in Eswatini 301 Kilometer lang. Im Güterverkehr werden Diesellokomotiven eingesetzt. Der Abschnitt Matsapha Industrial Site bis Ngwenya wird nicht mehr bedient. Personentransport findet nur im touristischen Verkehr statt. Etwa sechs Mal im Monat verkehren von Dampflokomotiven gezogene Museumszüge in Eswatini.
2012 wurden rund 4,9 Millionen Tonnen Güter befördert, davon vier Millionen im Transit. Zu den beförderten Exportgütern gehören Zucker, Obstkonserven, Kohle, Zellstoff und Holz. Importiert werden vor allem Kraftstoffe, Weizen und Zement. Die maximalen Achslasten betragen auf der Nord-Süd-Strecke 21 Tonnen, auf der Ost-West-Strecke 16,5 Tonnen. Auf den Strecken können Züge mit bis zu 40 Güterwagen verkehren.
Mit Swazilink soll eine projektierte[veraltet] weitere Eisenbahnverbindung von Südafrika nach Eswatini für den Güterverkehr gebaut werden, welche die Richards Bay Coal Line vom allgemeinen Güterverkehr entlasten soll.